# 邵力子
邵力子（1882年12月7日—1967年12月25日），初名景奎，鳳壽，後改名為聞泰，字仲辉，号凤寿，筆名籀因。浙江绍兴人，中国共产党发起人之一，南社發起人，中国国民党革命委员会中央常务委员，第一至三届全国人大常委会委员，第二至四届全国政协常务委员。被毛澤東称為“和平老人”。

## 生平
1882年12月7日，邵力子生於浙江紹興陶堰鄉邵家漊，排行第二。父親邵霖，科舉出身曾任江蘇省吳江縣縣丞，母親張氏。五歲識字發蒙，七歲入讀私塾。1897年，父親於蘇州早逝。1898年，到上海進入嚴開第所辦的求志學堂，不久轉入廣方學館學習法文，後進入蘇州中西大學堂。1902年，入上海南洋公學特班。特班教習為蔡元培。並與謝沉（無量）、李叔同（弘一法師）、黃炎培、胡仁源等交遊。南洋公學發生學潮，隨後激化為全體退學，特班生也犧牲保舉經濟特科的資格，相率退學。1903年，邵力子取得癸卯科举人，為陝西候補知縣，邵力子入上海震旦學院，并与柳亚子发起组织南社，提倡革新文学。1904年春，到南潯教書。1905年，因學潮自上海震旦學院退學，改入復旦公學。1906年，跟隨于右任到日本學習新聞學，經同盟會康心孚介紹拜訪孫中山。1907年，與于右任、楊篤生、汪彭年、張俊卿、王無生、汪允宗於上海發行《神州日報》，進行反清宣傳，于右任為社長。

### 加入同盟會
1908年，邵力子在東京加入同盟會。1910年，邵力子任陝西高等學堂法文教員，因在學潮中支持學生，被陝西當局驅逐。與于右任等人於上海成立《民立報》，主編有宋教仁、呂志伊、章士釗等人。1913年，國民黨「討袁」失敗，9月，《民立報》被迫停刊，邵力子到復旦公學擔任語文教員，10月，又和于右任創辦了《生活日報》。1914年，邵力子擔任《民信報》記者，並在上海育智師範學院兼課。1915年，邵力子與葉楚傖於上海成立《民國日報》，並擔任總主筆，從事反袁宣傳。同時在上海復旦大學國文系兼任教授。1919年，邵力子在《民國日報》開闢副刊《覺悟》，宣傳新思想。

### 組建中國共產黨
1920年5月，與陳獨秀、戴季陶、沈定一、陳望道、施存統在上海組織「馬克思主義研究會」，《覺悟》副刊也成為馬克思主義宣傳的重要園地。8月，又與陳獨秀、沈雁冰、周佛海、李達等人在上海籌組共產黨，決定先設臨時黨中央於上海法租界，並於各地設立支部。
1922年10月，與于右任、葉楚傖等人共同創辦上海大學，任副校長。1923年，邵力子任上海大學代理校長。1924年2月，任國民黨上海執行部秘書。3月，孫文任命葉楚傖為上海《國民日報》編輯委員會委員長，胡漢民、汪兆銘、瞿秋白、邵力子為委員。1925年5月，前往廣州擔任黃埔軍校秘書處處長。8月，大夏大學校董會組成，任校董。7月，任黃埔軍校秘書長。9月，兼任黃埔軍校校史編纂會主席、第三屆黃埔軍校特別黨部執行委員。10月，任黃埔軍校政治部主任。1926年1月，獲選為第二屆國民黨中央監察委員。7月，國民革命軍出師北伐，被任命為國民革命軍總司令部秘書長。8月，代表中國國民黨前往蘇聯參加第七次共產國際執行委員會議。會後，進入莫斯科東方大學學習。1927年5月，自蘇聯回國。1928年，任中國國民黨中央政治會議委員、國民革命軍總司令部隨營秘書長。1929年，任第三屆國民黨中央監察委員。
1931年，擔任上海中國公學校長兼復旦實驗中學主任，並連任中央政治會議委員。5月9日，「廢除不平等條約案」議決通過，推定陳布雷、邵力子、劉蘆隱等人起草宣言。12月15日，蔣介石召開國務會議，任命邵力子為甘肃省政府主席。

### 於國民政府任職

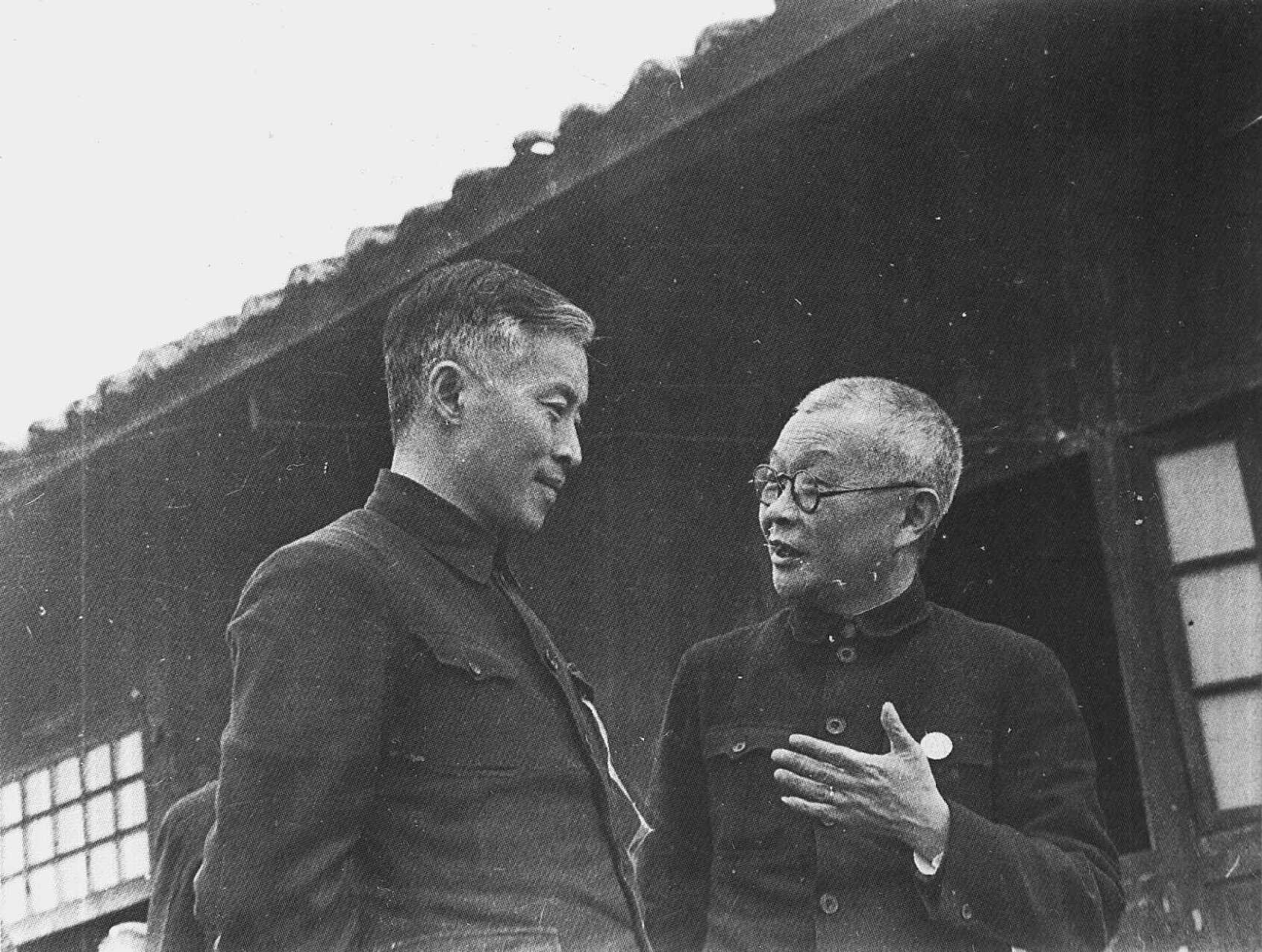
邵力子與陳立夫在重慶

1933年5月，改任陝西省政府主席。1935年，邵力子任第五屆中國國民黨中央監察委員，同年與蔡元培、吳敬恒、朱自清、老舍、巴金等人署名發表《推行手頭字緣起》。1937年，因西安事變被免去陝西省主席職務，由孫蔚如繼任。1937年2月，任中国国民党中央宣傳部部長。1938年3月，任軍事委員會戰地黨政委員會秘書長、中華全國文藝界抗敵協會理事，年底，任中蘇文化協會副會長。1940年4月，邵力子繼楊杰之後，任駐蘇大使，5月赴任，6月向史達林呈遞國書。1942年12月，返渝述職。1943年1月，被免除駐蘇大使職務，由傅秉常繼任，改任國防最高委員會委員。同年，任國民參政會秘書長、憲法促進委員會秘書長。1945年5月，邵力子任國民大會籌備委員會委員。10月，邵力子作為國民政府代表與王世傑、張群、張治中與中共代表周恩來、王若飛，經40日談判後，簽署會談紀要，雙方協議避免內戰。1946年1月，任政治協商會議中國國民黨代表。2月，任憲草審議會委員。3月，任國民大會籌備委員會主任委員。1947年4月18日，任國民政府委員，任第一屆國民大會代表。

### 和談代表、滯留北京
1949年1月4日，邵力子應行政院院長孫科邀請回南京:21。1月16日，蔣介石於晚間邀約民青兩黨代表及有關人員討論時局，會中邵力子公然主張「無條件投降」:134。1月22日，中華民國行政院議決派邵力子、張治中、黄绍竑、彭昭賢、鍾天心為代表，邵力子為首席代表，與中共代表商談和平。2月2日，在上海計劃回南京，2月3日，中共拒絕和談代表團赴北平:65。2月5日，李宗仁私人代表甘介侯組織李氏私人代表團（團員有江庸、顏惠慶、章士釗、凌憲揚、歐元懷、侯德榜六人）赴北平試探和談。2月7日，中共只允許李氏私人代表團以私人資格赴北平參觀，並拒絕甘介侯赴北平。2月13日，顏惠慶、章士釗、江庸等人奉派為和談代表飛往北平，邵力子同行。2月21日，邵力子自北平轉往石家庄，會晤毛澤東。2月25日，邵力子、顏惠慶等由石家莊見過毛澤東後，回到北平，「同機者有傅作義」:160。2月27日，邵力子與顏惠慶等人飛返南京。宣稱：「和談會議可望下月在北平舉行」:160。3月3日，李宗仁指定邵力子、吳鐵城等10人，研討與中共和談方案。3月25日，李宗仁以邵力子為首席代表，與張治中、黄绍竑、章士釗、李蒸五人為和談代表。3月29日，行政院加派劉斐為和談代表，並改以張治中為首席代表。4月1日，代表團抵達北平，與以周恩來為首的中共代表團展開會談，會談迄無結果。4月23日，邵力子、張治中等人集體投共。9月，邵力子任第一屆全國政治協商會議特邀代表、大會主席團成員、政協「會議組織法案整理委員會」委員。10月，邵力子任中央人民政府政务院政务委员、中蘇友好協會理事。12月，邵力子任國民黨革命委員會中央委員會委員、中國人民外交協會理事。

### 中共建政後
1951年，邵力子任中國抗美援朝總會常務委員。1954年9月，當選第一届全国人大代表，讨论宪法草案。12月，任第二屆全國政治協商會議委員。1955年4月，任世界和平大會中國代表團團員。7月，連任中國人民外交協會理事。1956年2月，任中央標準語普及工作委員會委員。1957年2月，任民革臺灣和平解放工作委員會副主任委員。4月，任華僑事務委員會委員。1959年4月，任第二屆全國人民代表大會常務委員會委員。1965年1月，任第三屆全國人民代表大會常務委員會委員。

### 文革與晚年
文革中邵力子被批鬥，後受特別保護。1967年12月25日，邵力子於北京逝世，葬於北京市八宝山革命公墓。

## 思想
邵力子是中國最早提出控制生育的人。1921年，邵在其主辦的《民國日報》上提出中國需要通过避孕來控制人口。1953年，他在政务院提出人口控制，之後和同乡馬寅初合作提倡計劃生育。

## 家庭
長兄 邵聞益

## 藝術形象
- 2009年，建國大業